# 레종
레종(프랑스어: RAISON, 이유, 이성)은 KT&G에서 생산하는 담배의 상품명이다. 2002년에 처음 출시하였으며, 현재 네 종류의 담배를 대한민국과 해외에 수출하고 있다. 레종은 KT&G의 주력 상품으로 가장 인기있는 브랜드 중의 하나이다